# Ja (kana)
A hiragana や, katakana ヤ, Hepburn-átírással: ya, magyaros átírással: ja japán kana. A hiragana és a katakana is a 也 kandzsiból származik. A godzsúonban (a kanák sorrendje, kb. „ábécérend”) a 36. helyen áll. Dakutennel és handakutennel képzett alakja nincs. Kisebb írásmódú alakjával képezik a jóon kettőshangzók egy részét.
|          | Hepburn és magyaros | Hiragana (Unicode) | Katakana    |
| -------- | ------------------- | ------------------ | ----------- |
| Alapalak | ya ja               | や (U+3084)        | ヤ (U+30E4) |

## Vonássorrend
|  |  |
|  |  |